# Де Мартино, Джованни
Джова́нни Де Марти́но (итал. Giovanni De Martino; 1870, Неаполь — 1935, Неаполь) — итальянский скульптор.

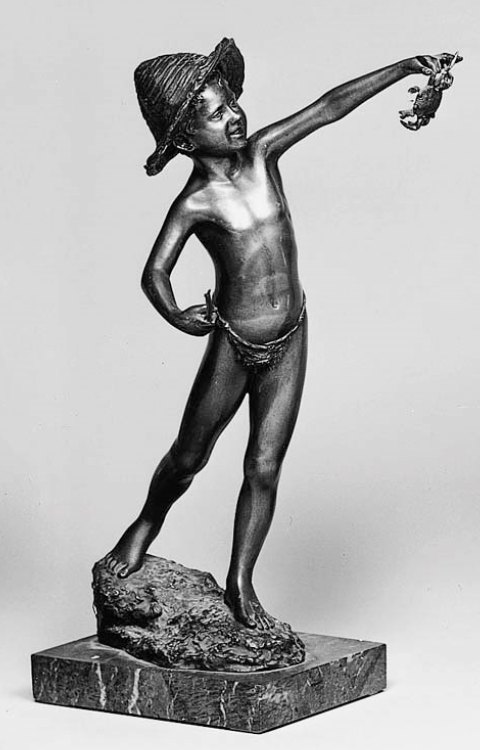
Le Pêcheur de criquets, 1916

Его работы были официально представлены на Венецианской биеннале в 1907, 1922, 1924 и 1928 годах.

## Биография
Джованни Де Мартино родился в Неаполе и считается одним из ведущих итальянских скульпторов-неоклассиков. Он специализировался на бронзовой малой пластике, создавая преимущественно небольшие скульптуры и бюсты.
Де Мартино учился в Королевском институте изящных искусств в Неаполе и был учеником таких известных мастеров, как Станислао Листа, Джоаккино Тома и Акилле д’Орси.

## Музей
- Лувр (фр. Musée du Louvre), Париж
- Римский музей современного искусства
- Museo Principe Diego Aragona Pignatelli Cortés, Вилла Пиньателли, Неаполь
- Гражданский музей современного искусства в замке Маснаго, Варезе
- Музей дома-музея Микеланджело Буонарроти, Капрезе Микеланджело, Ареццо
- Галерея Академии изящных искусств Неаполя ("Bimba pensosa")
- Музей фонда Федерико Зери, Болонский университет
- Гражданский музей в Варезе (инв. 278)
- Музей M.a.x., Коллекция коммуны Кьяссо, Швейцария
- Музей Фортунато Каллери в Катании

## Художественный рынок
На аукционе Sotheby's в Нью-Йорке в 2008 году бронзовая скульптура Джованни Де Мартино «Рыбаки» (1930) была продана за 7500 долларов США плюс аукционные сборы. 

## Выставка
Принимал участие во многих национальных и международных выставках с 1900 по 1929 годы:
- «Парижская выставка», Лувр, Париж  (1900)
- Венецианская биеннале (1907, 1922, 1924, 1928)
- «Союз Искусств», Неаполь (1929)

Джованни Де Мартино был любимым скульптором Бенито Муссолини, который во время Римской квадриеннале 1931 года назвал его самым важным представителем итальянского искусства.

## Награды
В 1900 году в Париже Джованни де Мартино получил специальный приз за бронзовую скульптуру «Pescatore di locuste» (Рыбак саранча).

## Стиль
Детство Джованни Де Мартино было отмечено нищетой и самоанализом, реальностью страданий, которая сильно отличалась от идеализированного образа, продвигаемого фашистским режимом того времени. Его скромное и печальное детство вдохновило на создание скульптуры "Scodella vuota", произведения, которое резко контрастирует с радостными и энергичными образами детства, воспитываемого под фашистским режимом.